# روبرت أو. هاريس
روبرت أو. هاريس هو قاضي ومحامي وسياسي أمريكي، ولد في 8 نوفمبر 1854 في بوسطن في الولايات المتحدة، وتوفي في 13 يونيو 1926 في بروكتون في الولايات المتحدة. نشط حزبياً في الحزب الجمهوري. وقد انتخب عضو مجلس نواب ماساتشوستس ‏ وانتخب عضو مجلس النواب الأمريكي ‏.